# Campanario (Badajoz)
Campanario je španělské město situované v provincii Badajoz (autonomní společenství Extremadura).

## Poloha
Město se nachází mezi městy Villanueva de la Serena a Castuerou na řece Guadianě. Část hranic města je tvořena řekou jménem Zújar. Je vzdáleno 139 km od města Badajoz. Patří do okresu La Serena a soudního okresu Villanueva de la Serena. Obcí prochází silnice EX-104.

## Historie
V roce 1834 se obec stává součástí soudního okresu Villanueva de la Serena. V roce 1842 čítala obec 1 383 usedlostí a 5 406 obyvatel.

## Odkazy

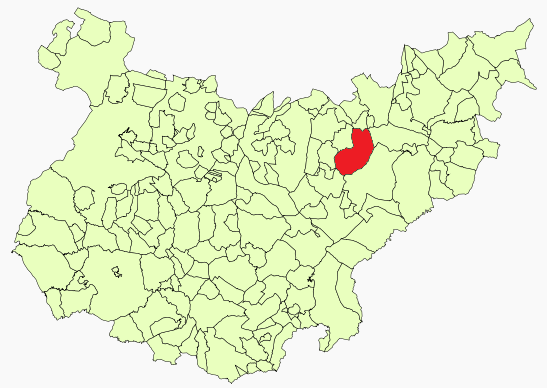
Poloha obce v provincii Badajoz

## Demografie
| Populace obce Campanario z let (1842–2010) | Populace obce Campanario z let (1842–2010) | Populace obce Campanario z let (1842–2010) | Populace obce Campanario z let (1842–2010) | Populace obce Campanario z let (1842–2010) | Populace obce Campanario z let (1842–2010) | Populace obce Campanario z let (1842–2010) | Populace obce Campanario z let (1842–2010) | Populace obce Campanario z let (1842–2010) | Populace obce Campanario z let (1842–2010) | Populace obce Campanario z let (1842–2010) | Populace obce Campanario z let (1842–2010) | Populace obce Campanario z let (1842–2010) | Populace obce Campanario z let (1842–2010) | Populace obce Campanario z let (1842–2010) | Populace obce Campanario z let (1842–2010) | Populace obce Campanario z let (1842–2010) | Populace obce Campanario z let (1842–2010) |
| ------------------------------------------ | ------------------------------------------ | ------------------------------------------ | ------------------------------------------ | ------------------------------------------ | ------------------------------------------ | ------------------------------------------ | ------------------------------------------ | ------------------------------------------ | ------------------------------------------ | ------------------------------------------ | ------------------------------------------ | ------------------------------------------ | ------------------------------------------ | ------------------------------------------ | ------------------------------------------ | ------------------------------------------ | ------------------------------------------ |
| 1842                                       | 1857                                       | 1860                                       | 1877                                       | 1887                                       | 1897                                       | 1900                                       | 1910                                       | 1920                                       | 1930                                       | 1940                                       | 1950                                       | 1960                                       | 1970                                       | 1981                                       | 1991                                       | 2001                                       | 2010                                       |
| 5 406                                      | 6 307                                      | 6 337                                      | 6 653                                      | 7 007                                      | 7 130                                      | 7 450                                      | 10 135                                     | 9 361                                      | 10 072                                     | 9 340                                      | 9 494                                      | 9 660                                      | 8 106                                      | 5 317                                      | 5 825                                      | 5 694                                      | 5 354                                      |